# Toyotama-hime

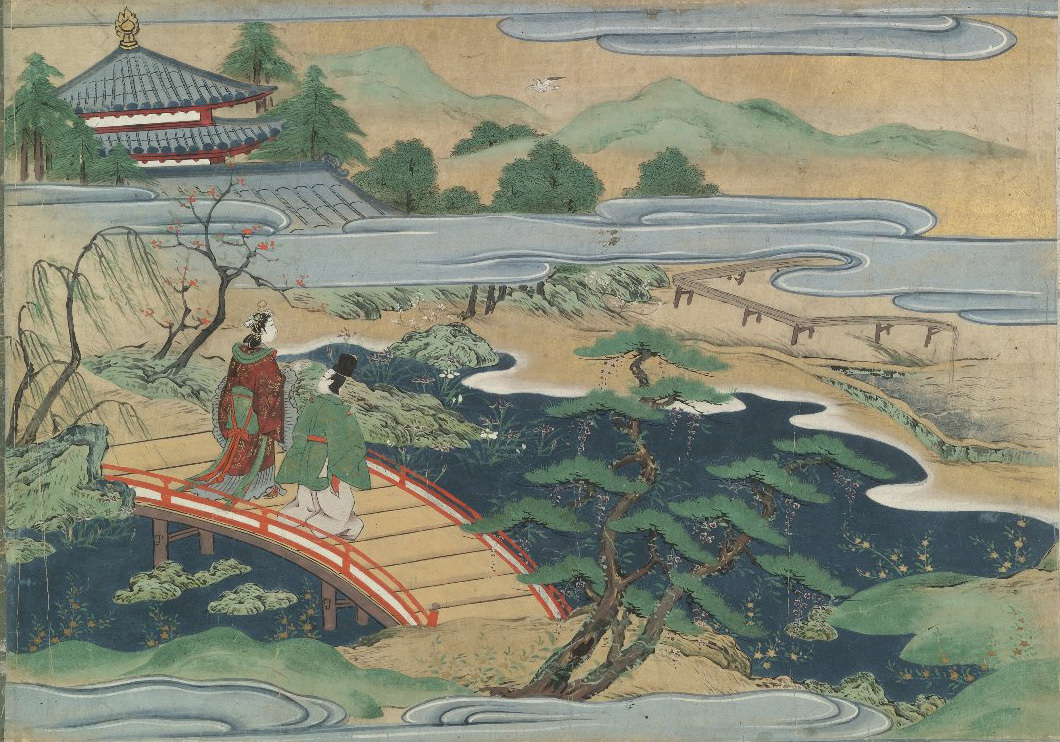
Otohime y Urashima.

Toyotama-hime u Otohime (音姫), es una diosa de la mitología japonesa. Es la princesa dragón de los mares y su nombre significa "Princesa del Sonido" o "Joya Luminosa". 
Es la hija de Ryujin, el Dios Dragón de los mares. Está casada con el Dios Hoori, hijo de Konohana y Ninigi. Otohime es vista como una joven de una belleza increíble, pero cuando está transformada en dragón, pierde su hermosura. Ella anda siempre con un traje que está permanentemente húmedo.
Se dice que un día, Hoori y su hermano Hoderi estaban pescando, pero perdieron muchos anzuelos en el transcurso de la jornada. Hoori decidió ir a buscar los anzuelos al fondo del mar. Fue ahí cuando vio a Otohime. Inmediatamente ambos cayeron enamorados y se presentaron ante Ryujin. El Dios del mar les dio su bendición y ordenó a sus peces el buscar el anzuelo de los hermanos. Otohime y Hoori se casaron y tuvieron un hijo. Cuando ella estaba a punto de dar a luz, se transformó en Dragón.
- Datos: Q2329261
- Multimedia: Toyotama-hime / Q2329261